# Silverbuske
Silverbuske (Elaeagnus commutata) är en havtornsväxtart som beskrevs av Johann Jakob Bernhardi och Per Axel Rydberg. Silverbuske ingår i släktet silverbuskar, och familjen havtornsväxter. Inga underarter finns listade i Catalogue of Life.

## Bildgalleri

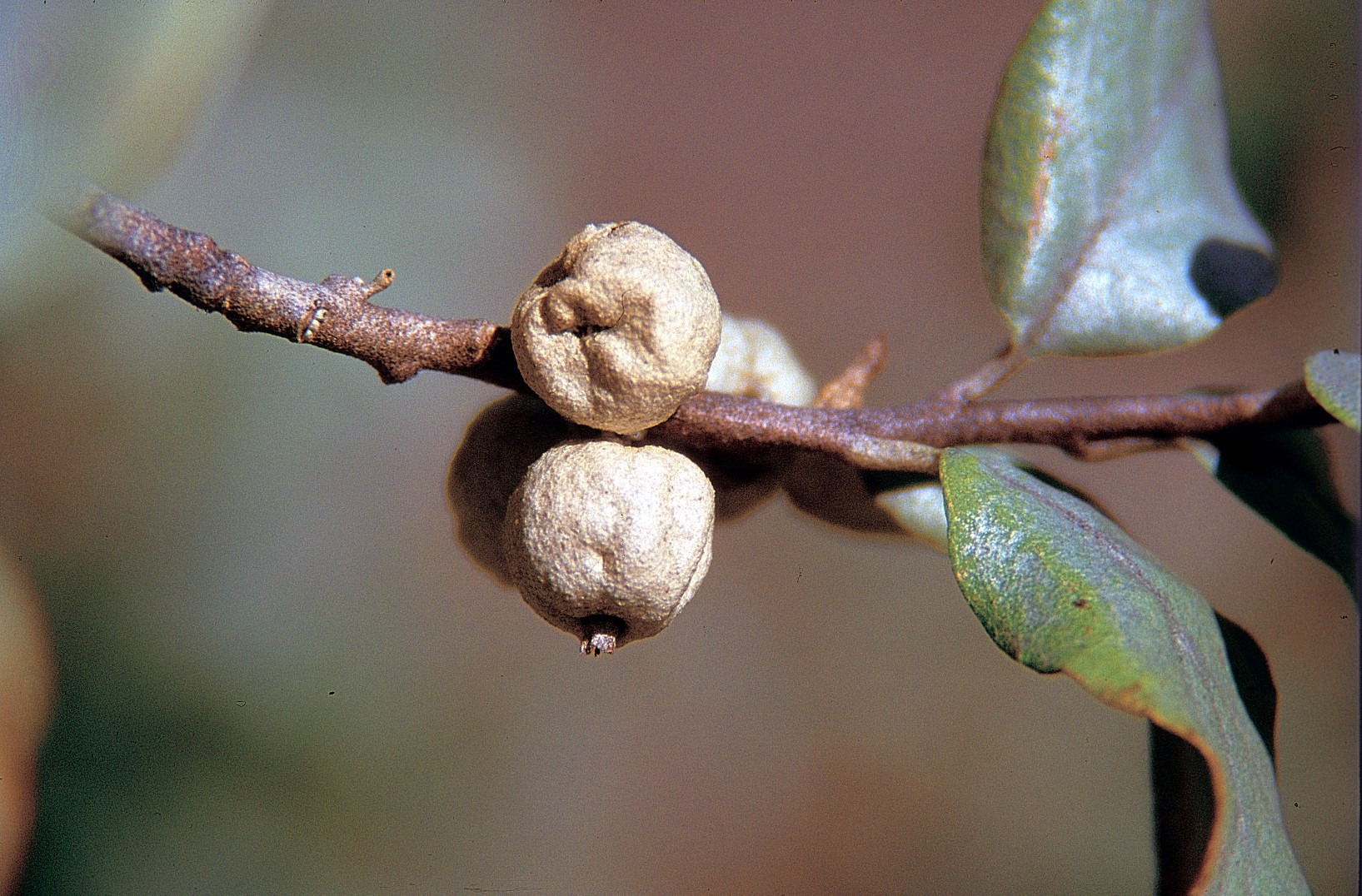
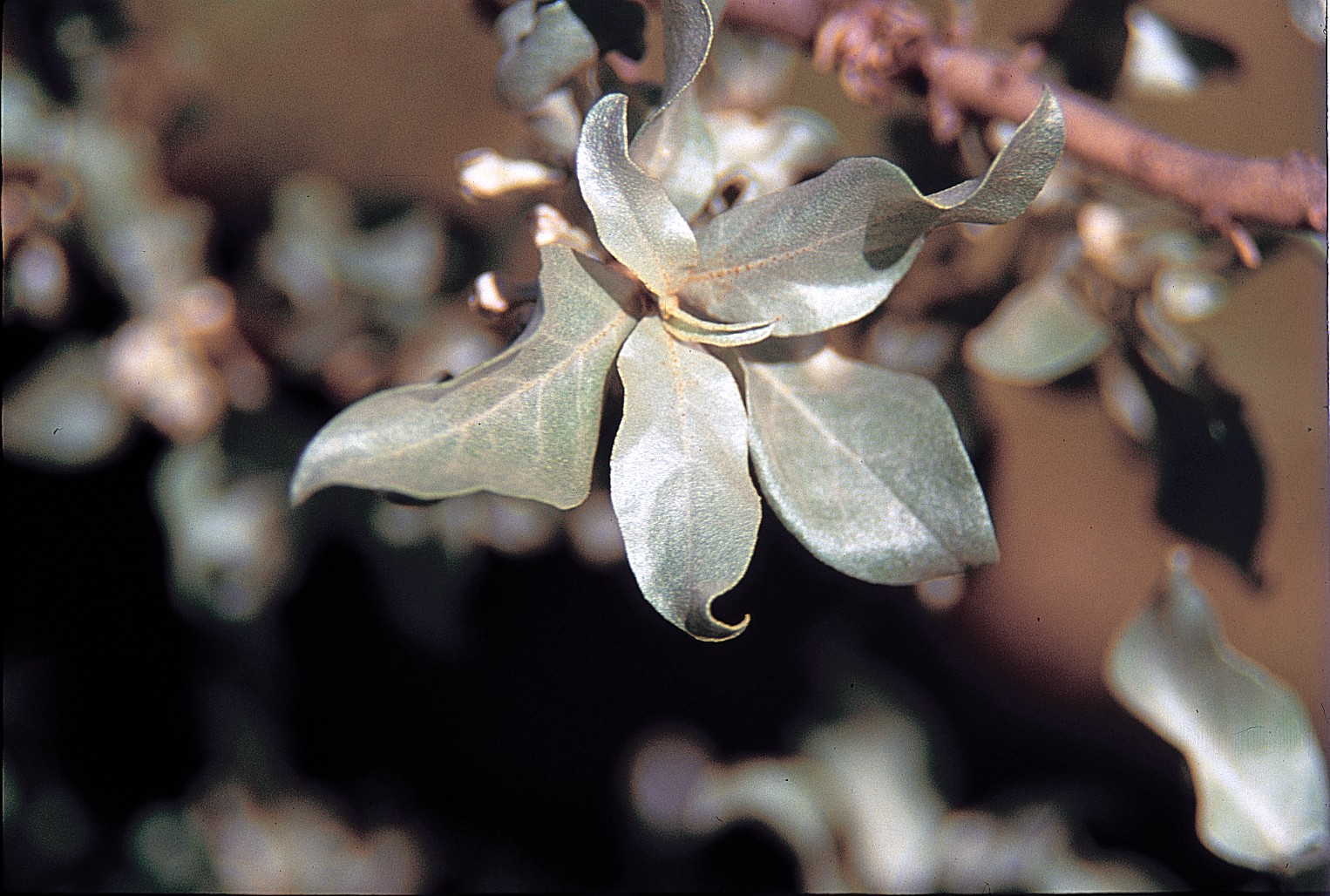
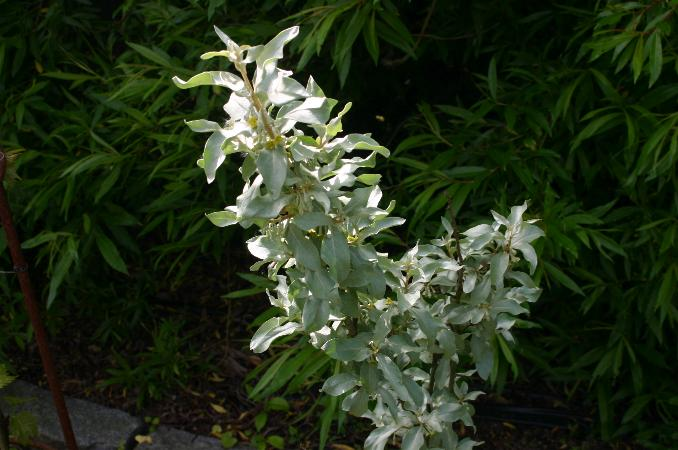
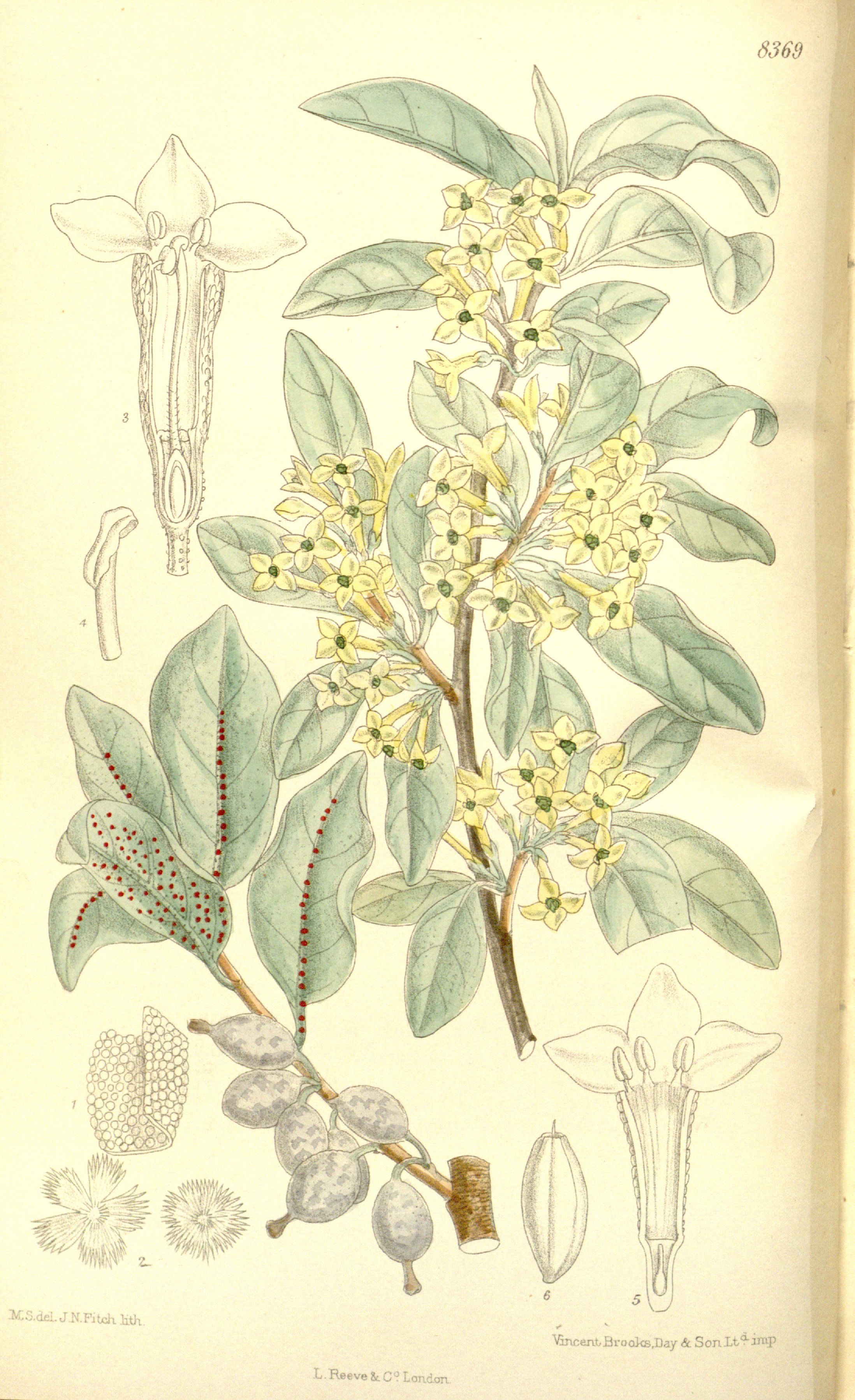
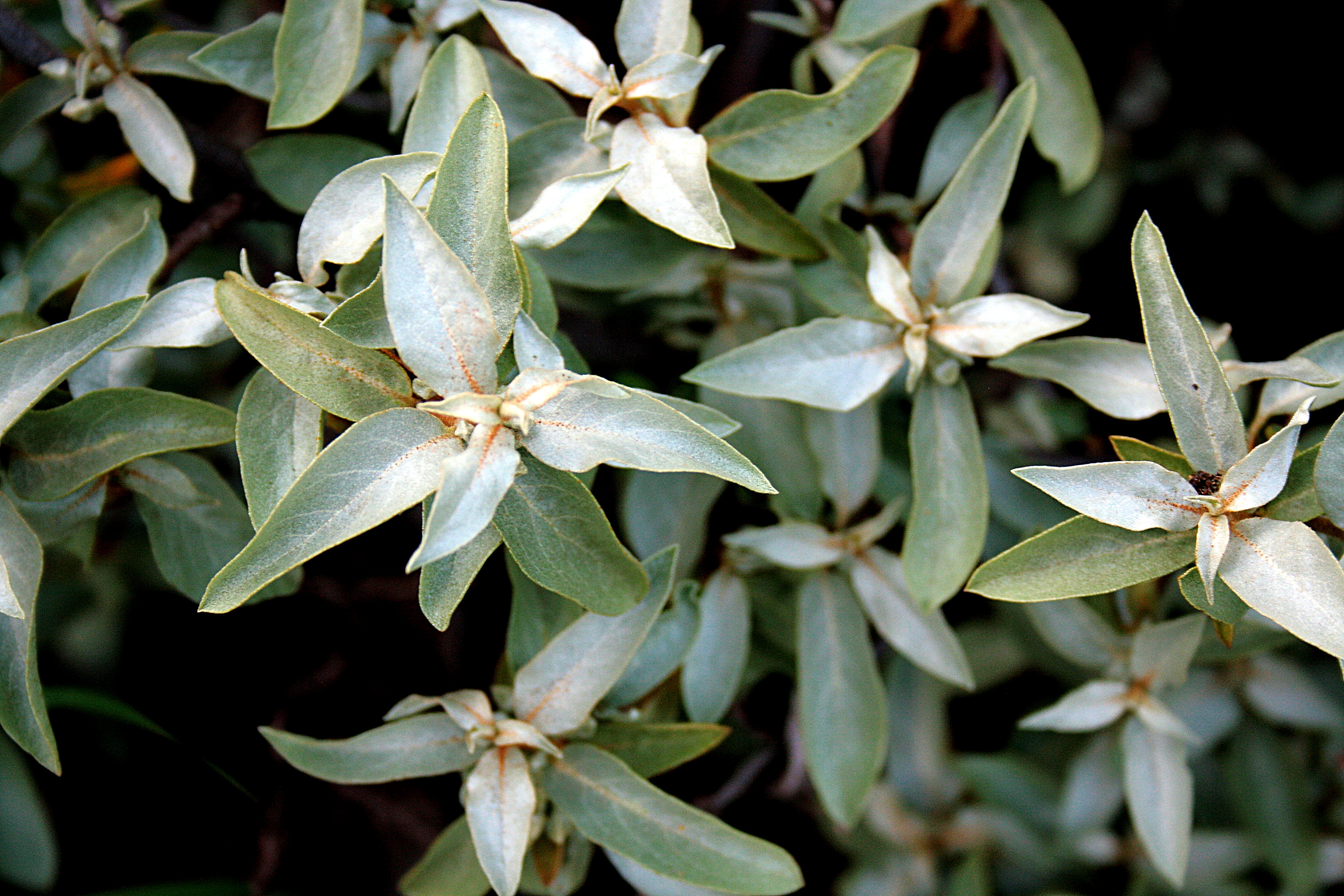
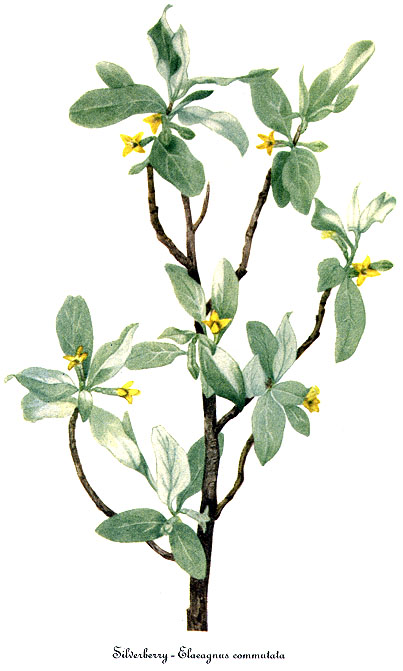